# Rinaldo Gaspari
Rinaldo Gaspari (Milano, 18 ottobre 1955) è un regista televisivo italiano.

## Biografia
Lavora principalmente come regista televisivo autore e direttore creativo. Ha curato la regia di programmi di successo come Paperissima con Lorella Cuccarini ed Ezio Greggio, Zelig con Simona Ventura e Massimo Boldi; Striscia la notizia, Buona la prima! con Ale e Franz, Tra moglie e marito con Marco Columbro, Il gioco dei 9 con Sandra Mondaini e Raimondo Vianello, Cari genitori con Enrica Bonaccorti, Help!, Il gioco delle coppie con Marco Predolin, Il processo di Biscardi, L'appello del martedì con Maurizio Mosca e Helenio Herrera; Colorado Café con Diego Abatantuono e Ugo Conti, Belli dentro con Geppi Cucciari Stefano Chiodaroli Claudio Batta e Comici con Serena Dandini.
Nel 2006 ha co-diretto con Arturo Brachetti il film Anplagghed al cinema con Aldo Giovanni e Giacomo. Dal 15 gennaio 2010 al 14 giugno 2013 ha curato la regia del programma L'ultima parola, condotto da Gianluigi Paragone, in onda su Rai 2; ha diretto successivamente per quattro stagioni il talk-show di Rai 3 Carta Bianca condotto da Bianca Berlinguer.